# Anguera
El riu d'Anguera és un afluent per l'esquerra del Francolí que neix prop de Sarral i desaigua al Francolí a prop de Montblanc. El seu curs es troba íntegrament dins la Conca de Barberà.
És un riu de cabal irregular, però alhora és considerat com un dels rius de Catalunya amb un cabal biològicament més ben conservat i equilibrat. El riu neix aproximadament a 1 km al sud de Sarral, a tocar de la carretera TP-2311 (Pla de Santa Maria - Sarral), de la unió de diverses rases i barrancs que baixen de la serra de Comaverd, que separa la Conca de l'Alt Camp. Comença el seu recorregut en direcció nord-oest i, a prop d'Ollers, pren direcció sud-oest i recull les aigües del riu Vallverd, passa pels afores de Pira, on forma una gorja encaixonada de gran atractiu, travessa la carretera T-242 i, prop de la Guàrdia dels Prats, travessa la carretera C-241. Segueix en direcció sud i travessa l'autopista AP-2 (E90), la carretera de Prenafeta i la variant A-27, i finalment desaigua al Francolí al terme de Montblanc.

## Principals afluents
A Sarral:
- Barranc de la Vila
- Barranc del Salt
- Rasa de la Coma del Callot

A Barberà de la Conca (1):
- Rasa del Pastor
- Riu de Vallverd

A Pira:
- el Torrentet
- Rasa dels Borrells
- Rasa de l'Hort del Castell

A Barberà de la Conca (2):
- Torrent de la Rànima
- Rasa de les Deveses

A Montblanc:
- Rasa dels Prats
- Rasa de la Romiguera
- Rasa del Pinetell
- Rasa de l'Hortènsia

## Municipis
El riu d'Anguera neix al municipi de Sarral, passa per Barberà de la Conca i Pira i desemboca al riu Francolí al terme de Montblanc.